# Николай Дойнов (журналист)
Николай Стефанов Дойнов е български журналист и телевизионен водещ, в емисията Новините на Нова телевизия.

## Биография
Николай Дойнов е роден на 5 юни 1972 г. Син е на известният професор историк Стефан Дойнов. Завършва финанси в УНСС и икономическа журналистика в Свободния факултет. По-късно завършва и право в Югозападния университет, Благоевград.
През 1997 г. започва работа в Нова телевизия. Бил е говорител зад кадър и репортер. Бил е лице и на сутрешните блокове „Здравей, България", през делничните дни, и „У нас", което се е излъчвало през събота и неделя.
Водещ е на централните новини по Нова ТВ.